# Pavlovnie
Pavlovnie (Paulownia), česky též paulovnie, je jediný rod čeledi pavlovniovité (Paulowniaceae), dvouděložných rostlin z řádu hluchavkotvaré (Lamiales). Jsou to stromy pocházející převážně z Číny. Patří mezi ceněné okrasné dřeviny s nápadnými květy i listy.

## Popis
Pavlovnie jsou opadavé nebo stálezelené stromy. Dorůstají výšky 5 (Paulownia taiwaniana) až 30 (Paulownia fortunei) metrů. Kůra je hladká, v mládí s nápadnými lenticelami. Větévky jsou vstřícně postavené. Listy jsou vstřícně postavené, někdy i po 3 v přeslenu, dlouze řapíkaté. Čepel je celistvá nebo mělce dlanitě 3 až 5laločná, s dlanitou žilnatinou a se zvlněným nebo zvláště v mládí často pilovitým okrajem.
Květenství jsou velká, válcovitého až kuželovitého tvaru, složená nejčastěji z 3 až 5květých přisedlých nebo stopkatých vrcholíků. Květy jsou oboupohlavné, souměrné. Kalich je zvonkovitý až kuželovitý, chlupatý, s horním cípem větším než zbývající 4 cípy. Koruna je purpurová nebo bílá, nálevkovitě zvonkovitá až trubkovitě nálevkovitá, dvoupyská. Spodní pysk je prodloužený a trojlaločný, horní je dvoulaločný. Korunní trubka je na bázi zúžená a prohnutá. Tyčinky jsou 4, přirostlé ke koruně. Semeník je svrchní, srostlý ze 2 plodolistů, se 2 pouzdry. Plodem je lokulicidní dvouchlopňová tenkostěnná nebo dřevnatá tobolka s mnoha drobnými semeny.

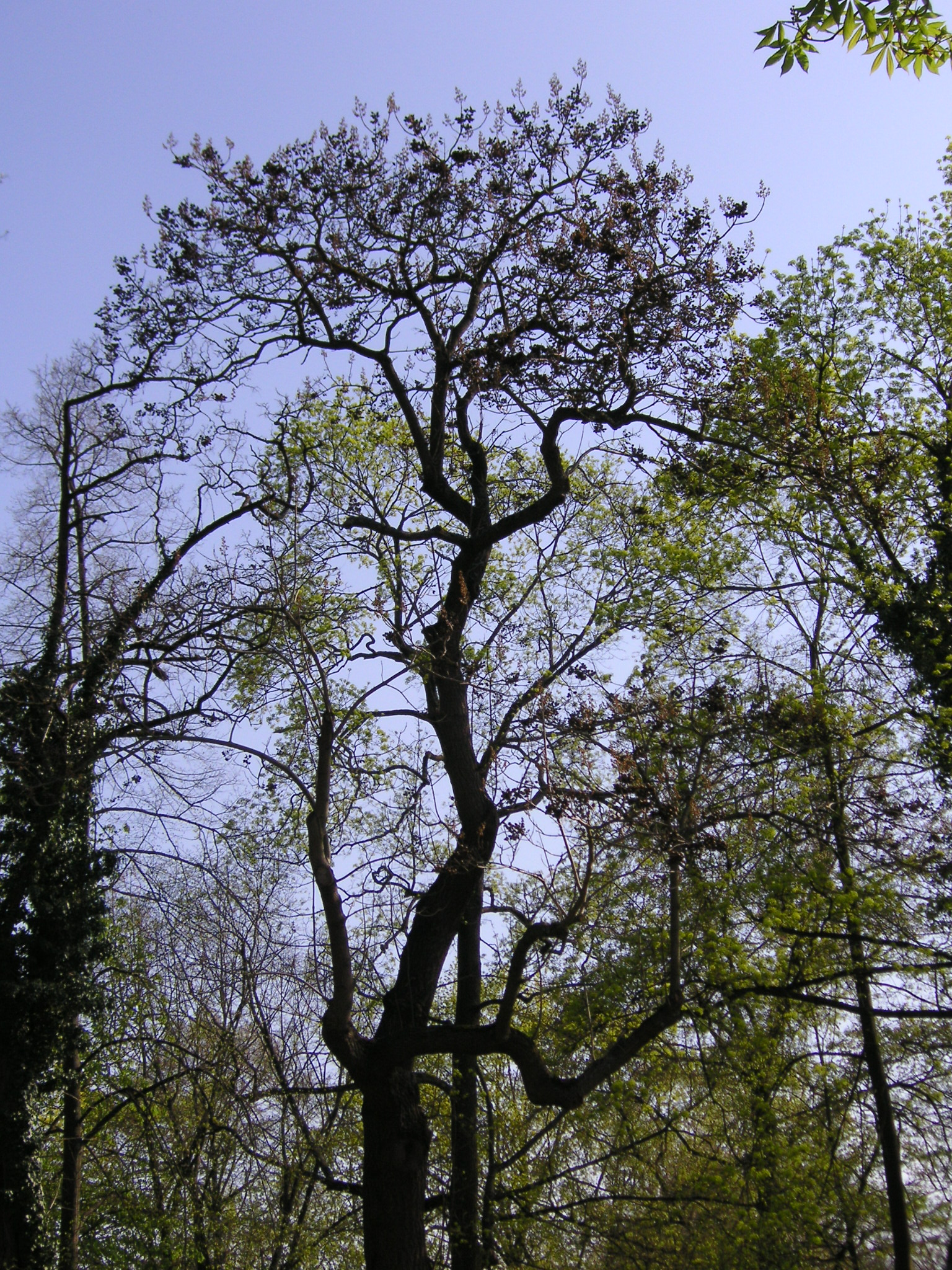
Celkový habitus pavlovnie plstnaté (Paulownia tomentosa)
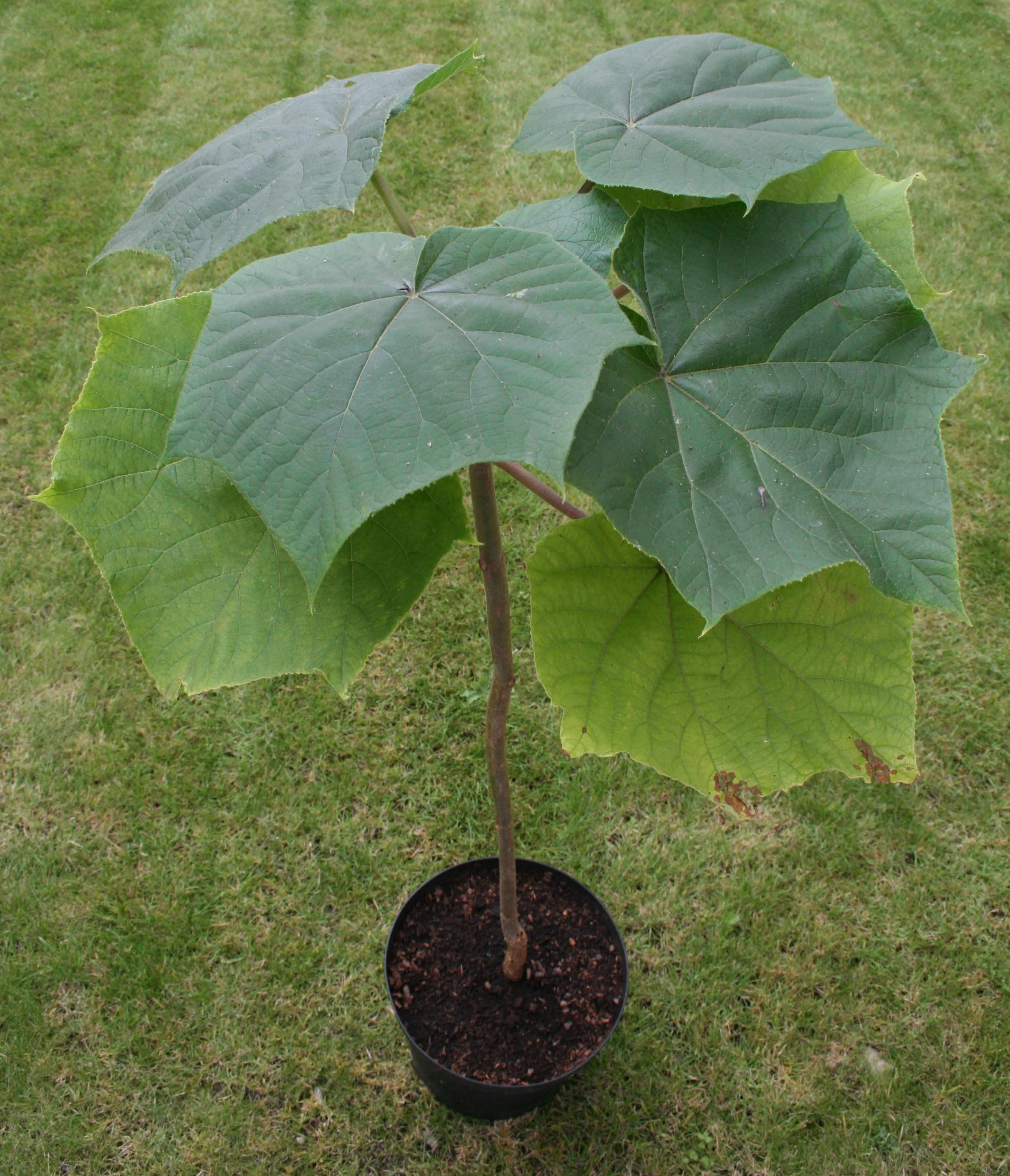
Mladá pavlovnie protáhlá (Paulownia elongata)
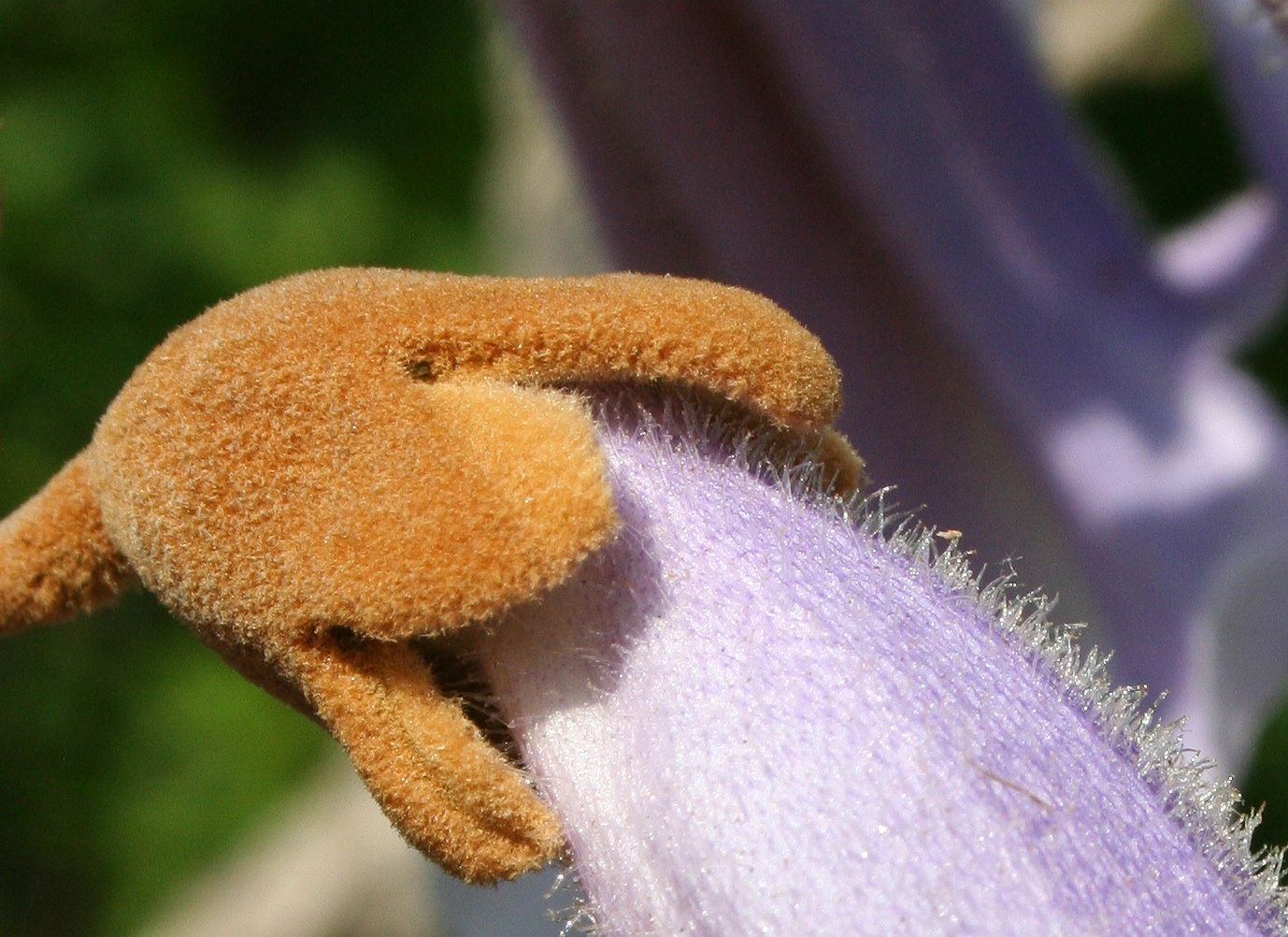
Detail kalichu pavlovnie
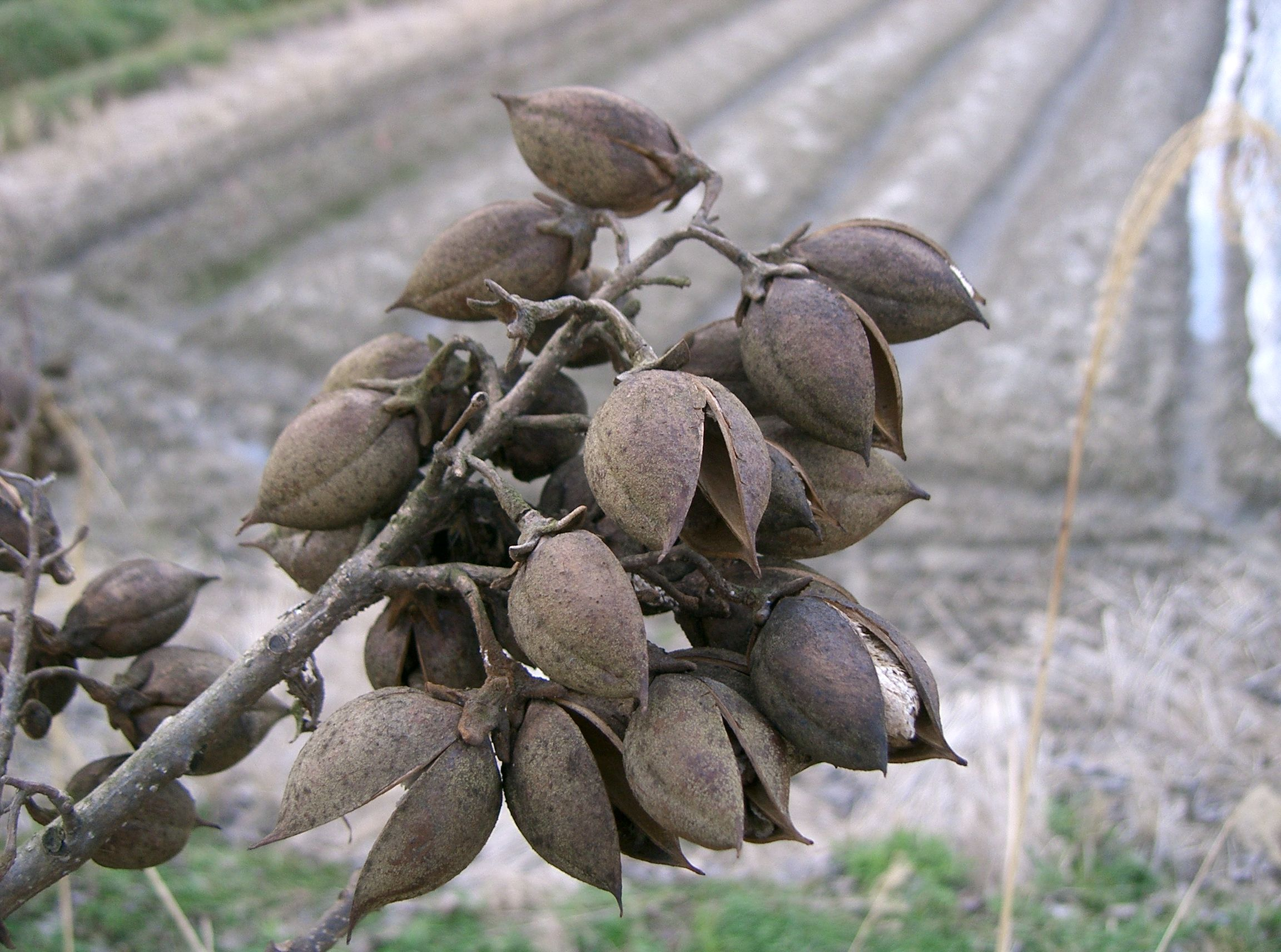
Plody pavlovnie plstnaté (Paulownia tomentosa)

## Rozšíření
Rod zahrnuje 6 nebo 7 druhů. Všechny druhy se vyskytují v Číně, pavlovnie Fortunova (Paulownia fortunei) přesahuje i do Laosu a Vietnamu. Pavlovnie rostou v nížinných i horských lesích až do nadmořské výšky 3000 m.

## Jméno
Pavlovnie byla pojmenována na počest Anny Pavlovny Romanovové, nizozemské královny, ruské velkokněžny, nejmladší dcery ruského cara Pavla I. a nejmladší sestry cara Alexandra I.

## Taxonomie
Pavlovniovité jsou sesterskou větví čeledi zárazovité (Orobanchaceae). V dřívějších systémech byl rod pavlovnie nejčastěji řazen do čeledi krtičníkovité (Scrophulariaceae) jako její jediný stromový zástupce.

## Význam
Pavlovnie jsou atraktivní a nápadné okrasné dřeviny. Většina druhů není v našich podmínkách zimovzdorná. Nejčastěji je pěstována pavlovnie plstnatá (Paulownia tomentosa), řidčeji pavlovnie Fortunova (Paulownia fortunei), lišící se od prvního druhu především tvarem květenství a tobolek. Ve sbírkách Pražské botanické zahrady v Tróji je pěstována pavlovnie Fargesova (Paulownia fargesii), v Arboretu Žampach pavlovnie protáhlá (Paulownia elongata).
Pavlovnie je rychle rostoucí rostlina, tedy je prakticky využitelná v energetice jako zdroj dřeva. Dřevo navíc nemá suky, proto je ceněné dřevaři, a zároveň se v něm vyskytuje jen málo pryskyřice, což pavlovnii činí vhodnou pro výrobu ethanolu.

## Pěstování
Pavlovnie jsou teplomilné dřeviny vyžadující výživnou a dosti vlhkou hlinitou půdu. Stanoviště je třeba chráněné před mrazivými větry, které způsobují zmrznutí násady květenství. Stromy rostou zpočátku velmi bujně a plné mrazuvzdornosti dosáhnou až tehdy, když se růst zpomalí a začnou nasazovat tenčí a ne tak dužnaté přírůstky.
Rozmnožují se ze semen. Tobolky se sbírají přímo ze stromů ještě před jejich otevřením. Semena se vysévají na jaře bez předchozí stratifikace. Mladé rostliny je třeba na zimu přikrývat. Vegetativně lze pavlovnie množit zimními kořenovými řízky, získané rostliny ale mají slabý kořenový systém.

## Seznam druhů
- pavlovnie Fargesova (Paulownia fargesii)
- pavlovnie Fortunova (Paulownia fortunei)
- pavlovnie plstnatá (Paulownia tomentosa)
- pavlovnie protáhlá (Paulownia elongata)
- Paulownia catalpifolia
- Paulownia kawakamii
- Paulownia taiwaniana[9][3][2]